# 그레이스톤스

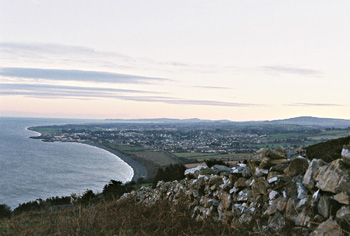
그레이스톤스

그레이스톤스(영어: Greystones, 아일랜드어: Na Clocha Liatha)는 아일랜드 위클로주의 도시이다.